# Communauté de communes Val de Norge
La communauté de communes Val de Norge était une communauté de communes française, située dans le département de la Côte-d'Or et la région Bourgogne-Franche-Comté.

## Histoire
Elle a été dissoute le 31 décembre 2016 pour fusionner avec la communauté de communes Plaine des Tilles et former la communauté de communes Norge et Tille.

## Val de Norge
Son nom vient de la Norge, rivière dont le bassin versant englobe la quasi-totalité de son territoire.

## Composition
| Nom                | Code Insee | Gentilé          | Superficie (km2) | Population (dernière pop. légale) | Densité (hab./km2) |
| ------------------ | ---------- | ---------------- | ---------------- | --------------------------------- | ------------------ |
| Asnières-lès-Dijon | 21027      | Asniérois        | 4,55             | 1 183 (2014)                      | 260                |
| Bellefond          | 21059      | Bellefonnais     | 2,47             | 819 (2014)                        | 332                |
| Bretigny           | 21107      | Bretenois        | 6,84             | 899 (2014)                        | 131                |
| Brognon            | 21111      |                  | 6,24             | 287 (2014)                        | 46                 |
| Clénay             | 21179      | Clénois          | 5,61             | 842 (2014)                        | 150                |
| Flacey             | 21266      | Flacéens         | 6,79             | 161 (2014)                        | 24                 |
| Norges-la-Ville    | 21462      | Norgeois         | 11,00            | 916 (2014)                        | 83                 |
| Orgeux             | 21469      |                  | 4,75             | 473 (2014)                        | 100                |
| Ruffey-lès-Echirey | 21535      |                  | 11,12            | 1 297 (2014)                      | 117                |
| Saint-Julien       | 21555      | Saint-Juliennois | 16,43            | 1 479 (2014)                      | 90                 |